# 李芝亭
李芝亭（1896年—1952年）。陝西省渭南縣人。民國37年（1948年）在西安市選區當選第一屆立法委員

## 生平
- 畢業於北京大學
- 曾任陝西省教育廳主任秘書、陝西省臨時參議會參議員、西京《平報》社社長。
- 國民參政員、國民參政會西北辦事處主任[1]
- 制憲國民大會代表
- 民國37年，當選立法委員[2]，曾出席第一屆立法院第一會期內政及地方自治委員會、財政及金融委員會、地政委員會
- 鎮反中被殺[3][4][5][6]。